# アルス・ノーヴァ
アルス・ノーヴァ（羅: Ars nova）は、14世紀のフランスで栄えた音楽様式。1322年頃にフィリップ・ド・ヴィトリによって書かれた、新しいリズムの分割法と記譜法を論じた音楽理論書『Ars nova （新技法）』にその名が由来する。
これに対して、より以前の音楽様式はアルス・アンティクア（Ars antiqua）と称される。
シンコペーションやイソリズムを用いた高度なリズム技法が発達し、それに伴い記譜法の改良が進んだ。セミブレヴィスよりも小さい音価を持つ音符であるミニマが導入され、マクシマ、ロンガ、ブレヴィス、セミブレヴィス、ミニマという幅広い音価の音符が使用された。さらに各音符の分割には、従来の三分割法（完全分割）と共に、二分割法（不完全分割）が対等に認められた。分割の方式は作品の最初に置かれたメンスーラ記号によって示され、それが現代の拍子記号の元となった。また、2/3の音価を意味する赤い音符も使用された。「完全」パッセージが赤い音符で書かれた場合はシンコペーションが生じる（ヘミオラと言える）（例1）。「不完全」パッセージにおいては三連符が生じる（例2）。
- 例1: 3/4拍子。3つの赤い付点二分音符が書かれた場合、各音符は四分音符を減じて、3つの二分音符となる。従って2小節に収まる。1小節目3拍目の四分音符は2小節目1拍目の四分音符にシンコペーションされる。

- 例2: 2/4拍子。3つの赤い四分音符が書かれた場合、二拍三連符となる。

宗教作品も少なくはないが、アルス・ノーヴァ音楽は世俗化の傾向が著しい。
代表的な作曲家としてギヨーム・ド・マショーが挙げられる。
アルス・ノーヴァの様式は、その後14世紀末から15世紀初頭において極度に複雑化し、これをアルス・スブティリオル（Ars subtilior）と呼ぶ。